# Wiły (opera)

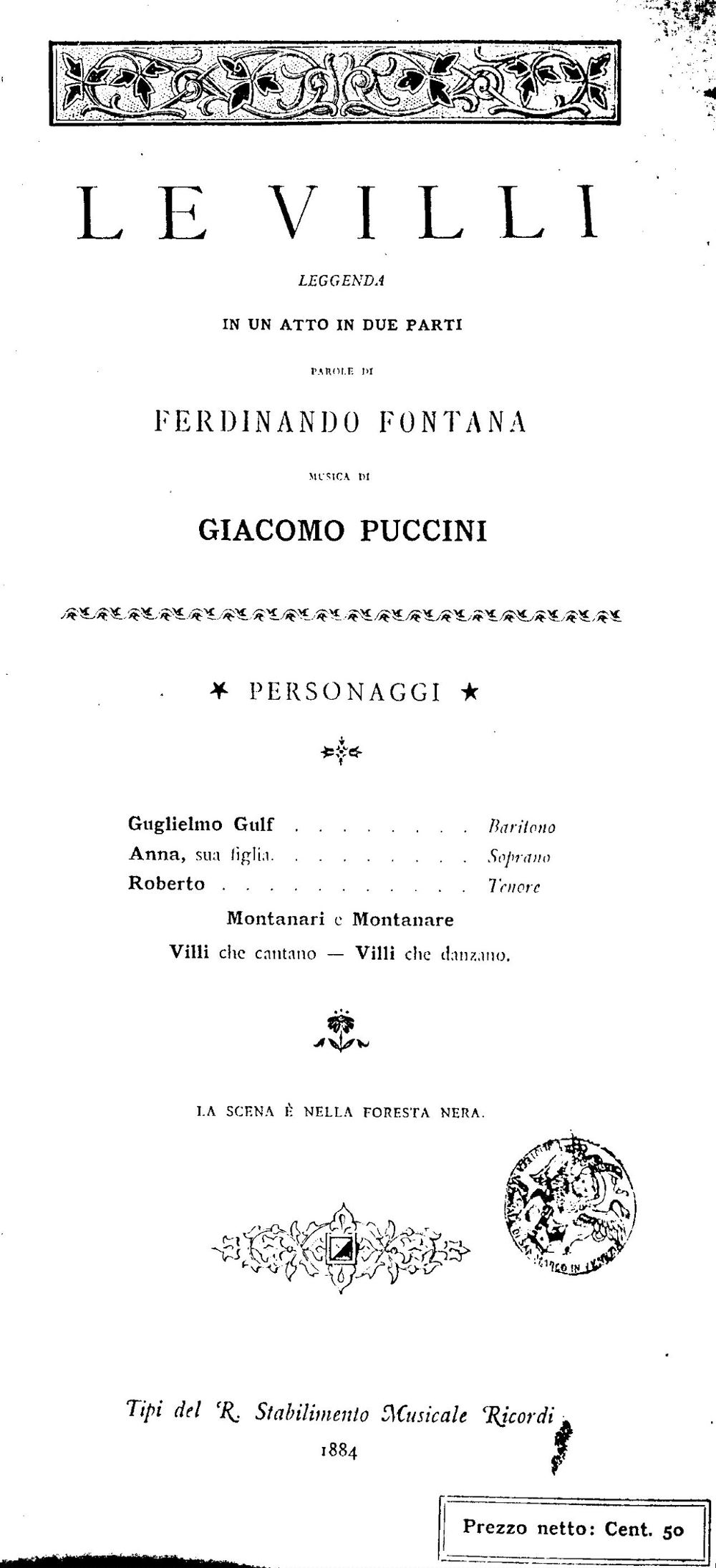
Strona tytułowa pierwszego drukowanego wydania libretta opery (1884)

Wiły, czasami Willidy (Le Villi) – opera-balet Giacoma Pucciniego w 2 aktach z 1884 roku. Libretto autorstwa Ferdinanda Fontany oparte zostało na podstawie opowiadania Jeana Baptiste'a Alphonse'a Karra o tym samym tytule.
Jest to pierwsze dzieło operowe Giacoma Pucciniego.

## Obsada
| Rola                      | Rodzaj głosu | Obsada premierowa, 31 maja 1884 |
| ------------------------- | ------------ | ------------------------------- |
| Gugliemo Wulf, leśnik     | baryton      | Erminio Peltz                   |
| Anna, jego córka          | sopran       | Rosina Caponetti                |
| Roberto                   | tenor        | Antonio d'Andrade               |
| Górale i góralki, Willidy | chór         |                                 |

## Treść

### Akt I
Małe miasteczko w Schwarzwaldzie. W domu leśnika Wulfa, świętowane są zaręczyny jego córki, Anny. Radość dwojga młodych nie trwa jednak długo, gdyż narzeczony Anny, Roberto musi jechać do Moguncji, aby objąć pozostawiony mu spadek. Wyjeżdżając, przysięga ukochanej wierność po grób; jednakże w wielkim mieście zapomina o swej miłości i wiąże się z kurtyzaną. W tym samym czasie Anna, przeczuwając, że ją zdradził, umiera ze smutku. Jej dusza łączy się z Willidami - duchami kobiet, które również zmarły ze smutku po utracie ukochanych, niewiernych im mężczyzn. 

### Akt II
Do miasteczka powraca dręczony wyrzutami sumienia Roberto, który nie wie nic o tragicznym losie Anny. Wulf, ojciec dziewczyny, pragnąc zemścić się na niedoszłym zięciu, wzywa ducha córki, by ukarał wiarołomcę. Anna zmienia się w wiłę - jedną ze złowieszczych istot, które mszczą się na niewiernych kochankach. W otoczeniu innych podobnych jej duchów ukazuje się Robertowi podczas snu i wraz z towarzyszkami porywa go w śmiertelny, nie kończący się taniec. Wyczerpany nim młodzieniec osuwa się na ziemię - martwy.

## Historia utworu
Była to pierwsza opera młodego Pucciniego. Skomponował ją na rozpisany przez Eduarda Sonzogna - wydawcę utworów muzycznych, będącego zarazem właścicielem mediolańskiego Teatro Lirico) w Mediolanie - konkurs na jednoaktówkę. Idąc za radą swego wykładowcy i przyjaciela, Amilcare Ponchiellego, Puccini zamówił libretto u poety nazwiskiem Ferdinando Fontana; otrzymał odeń tekst we wrześniu 1883, zaś w cztery miesiące później ukończył partyturę opery. Składała się ona z 7 numerów: wstępu, chóralnej introdukcji, duetu Anny z Robertem, symfonicznego sabatu, wstępu i sceny Wulfa oraz finałowej arii Anny. 
"Willidy" okazały się konkursową porażką, jurorzy je zignorowali. Wówczas to Ferdinando Fontana zainteresował operą wpływowego dziennikarza i krytyka muzycznego, Marca Salę. W domu tego ostatniego często zbierały się wybitne osobistości świata kultury. Zaproszony na jedno z owych spotkań Puccini poznał tam Arriga Boita (1842 - 1918; poeta, dziennikarz, kompozytor), który, wysłuchawszy fragmentów dzieła, załatwił wykonanie go w mediolańskim Teatro del Verme. Przedstawienie skończyło się triumfem, "Willidy" spotkały się z uznaniem zarówno ze strony krytyków, jak i ze strony publiczności. Wówczas Puccini przerobił utwór na dwuaktowy, by mógł on wypełnić cały wieczór. W "Willidach" znalazły się więc trzy dodatkowe numery: romanca Anny (akt I), nowy fragment symfoniczny oraz wielka scena drammatica Roberta (akt II). Tak przerobione dzieło wystawiono z podobnym sukcesem 26 XII 1884 w turyńskim Teatro Regio, a w styczniu następnego roku - w La Scali, gdzie Pucciniemu zarzucono wówczas nadmierny symfonizm. Także wznowienie neapolitańskie "Willid" zakończyło się fiaskiem, co jednak nie zaszkodziło karierze utworu, grywanego później za granicą. 
Prapremiera: Mediolan, Teatro Dal Verme, 31 maja 1884 (Turyn, Teatro Regio, 26 lipca 1885).